# Papierfabrik Klein-Neusiedl

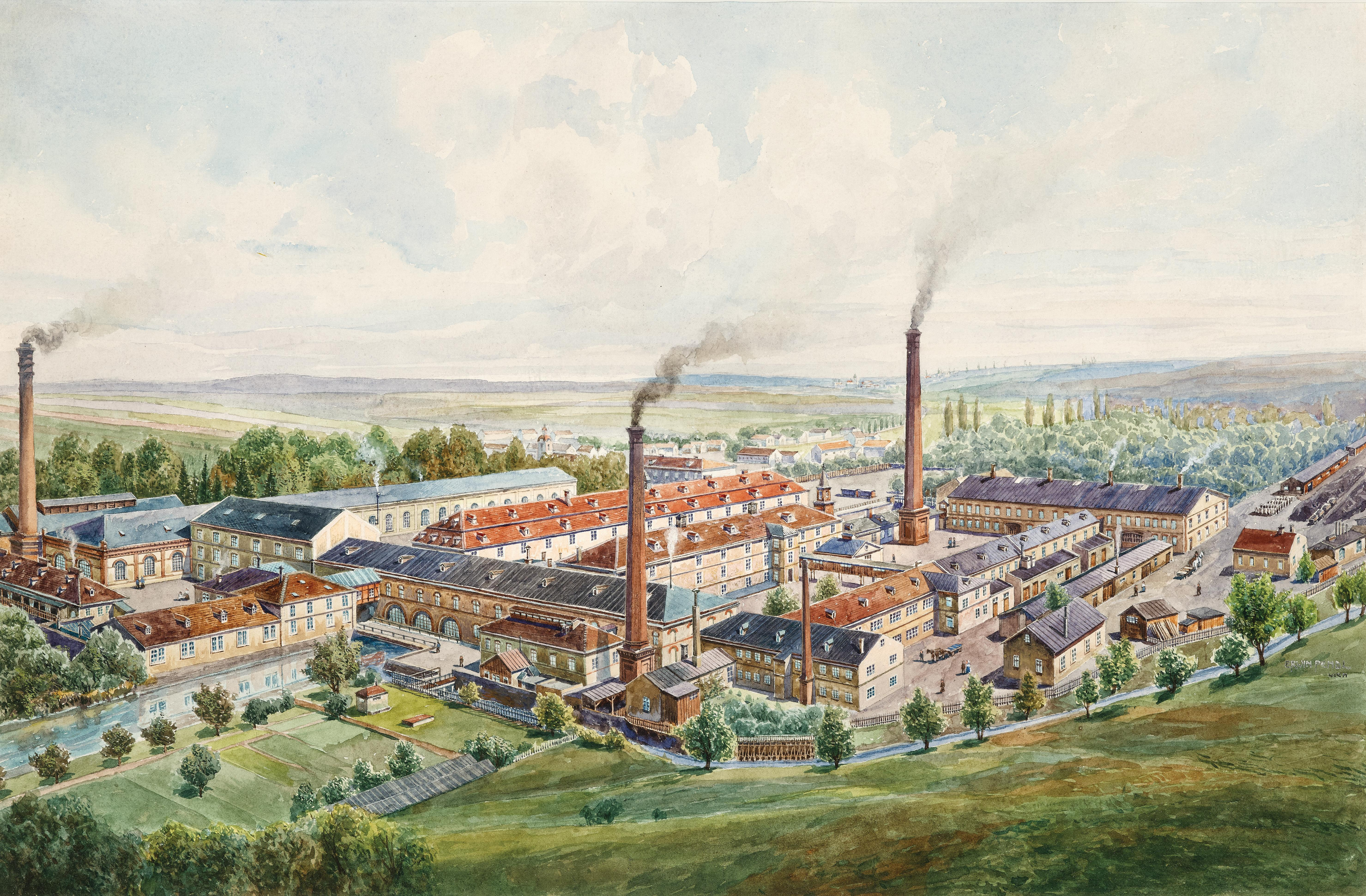
Erwin Pendl: Papierfabrik Klein-Neusiedl aus der Vogelschau

Die Papierfabrik Klein-Neusiedl ist ein ehemaliger Industriebetrieb in Klein-Neusiedl in Niederösterreich.
Am Standort eines 1683 durch die Türken zerstörten Schlosses in Kleinneusiedl wurde 1793 von dem aus Leonfelden in Oberösterreich stammenden Großhändler Ignaz Theodor Pachner Edler von Eggenstorf die größte Papierfabrik im Wiener Becken gegründet. Die Errichtung der Fabrik beanspruchte drei Jahre und beschäftigte 350 Arbeiter; zum Antrieb der Papierholländer wurde von der Fischa ein Werkskanal abgezweigt. Im weitläufigen Betriebsareal wurden einige zeilenartige Wohnhäuser für die Arbeiter gebaut sowie ein Fabrikspark mit barocken Steinskulpturen angelegt.
Die Architektur des Produktionsgebäudes war wesentlich bestimmt vom Produktionsvorgang: drei Wasserräder betrieben die Papierholländer sowie ein Walzwerk zur Glättung des Papiers, die im untersten Geschoßtrakt aufgestellt waren; das gewaltige Mansarddach diente als weitläufiger Trockenraum für das handgeschöpfte Büttenpapier. Das Unternehmen lieferte Papier an die k.k. Notenbank, es war das Stammhaus der späteren Neusiedler AG für Papierfabrikation, die im 21. Jahrhundert zur Mondi Neusiedler GmbH (Mondi AG) wurde.
Nach dem Tod des Fabriksgründers am 14. März 1814 führten die Witwe, Anna Maria, sowie der Sohn des Verstorbenen, Anton, den Betrieb weiter. Am 2. April 1837 wurde die Fabrik mangels Investitionskapitals an den Großhändler Georg Borckenstein verkauft, der das Unternehmen in eine Aktiengesellschaft umwandelte (k.k. priv. Aktiengesellschaft der Papierfabrik Kleinneusiedl). Die Kleinneusiedler Fabrik war nunmehr die umfassendste Maschinenpapierfabrik in ganz Europa.
Eine produktionstechnisch entscheidende Veränderung erfuhr die Fabrik unter der neuen Geschäftsführung, als 1837 zwei mit Dampf betriebene Papiermaschinen des Engländers Bryan Donkin angeschafft wurden und 1841 eine dritte dazukam. Diese Aggregate waren in der Lage, das mühsame Handschöpfen durch mechanisches Schöpfen zu ersetzen und „endlose Papierbahnen“ zu erzeugen. Das Technische Museum Wien zeigt noch eine dieser Dampfmaschinen. — Neben dem Einsatz der technischen Neuerungen blieb die Erzeugung handgeschöpften Papiers bis 1898 bestehen.
In den folgenden Jahrzehnten wurden zunächst eine Reihe von Papierfabriken in der „feuchten Ebene“ (Wiener Becken südlich der Donau) erworben. Mit der Einführung von Zellulose und Holzschliff als Grundstoff der Papierherstellung wurde dann die Kleinneusiedler AG sukzessive zum Großkonzern umgebildet, der alle in Frage kommenden Produktionsstufen umfasste. Die Papiererzeugung wurde zu Beginn der 1930er Jahre eingestellt, die Gebäude 1938 vom Unternehmen Polsterer erworben. Die Gebäude wurden nach 1945 für eine Baumwollspinnerei verwendet.
Heute kann man hinter dem Kirchenplatz Teile der klassizistischen Papierfabriksanlage besichtigen. Neben dem Werkskanal steht das dreigeschoßige Fabriksgebäude aus dem Jahre 1795 mit dem mächtigen Mansarddach; schräg gegenüber der verwilderte ehemalige Fabrikspark mit einigen Steinskulpturen (Säulen mit Vasenaufsätzen, obeliskartiger Pfeiler, verfallene Grotte) und im hinteren Geländeteil eine Zeile ebenerdiger Arbeiterwohnhäuser. An der Brücke über die Fischa befinden sich Steinskulpturen (Löwen und Sphingen). 1985 wurde hier der Film Schmutz von Paulus Manker gedreht.
Die noch vorhandenen Teile stehen unter Denkmalschutz (Listeneintrag).
In einer der neueren Hallen wird nunmehr ein Varietétheater betrieben.

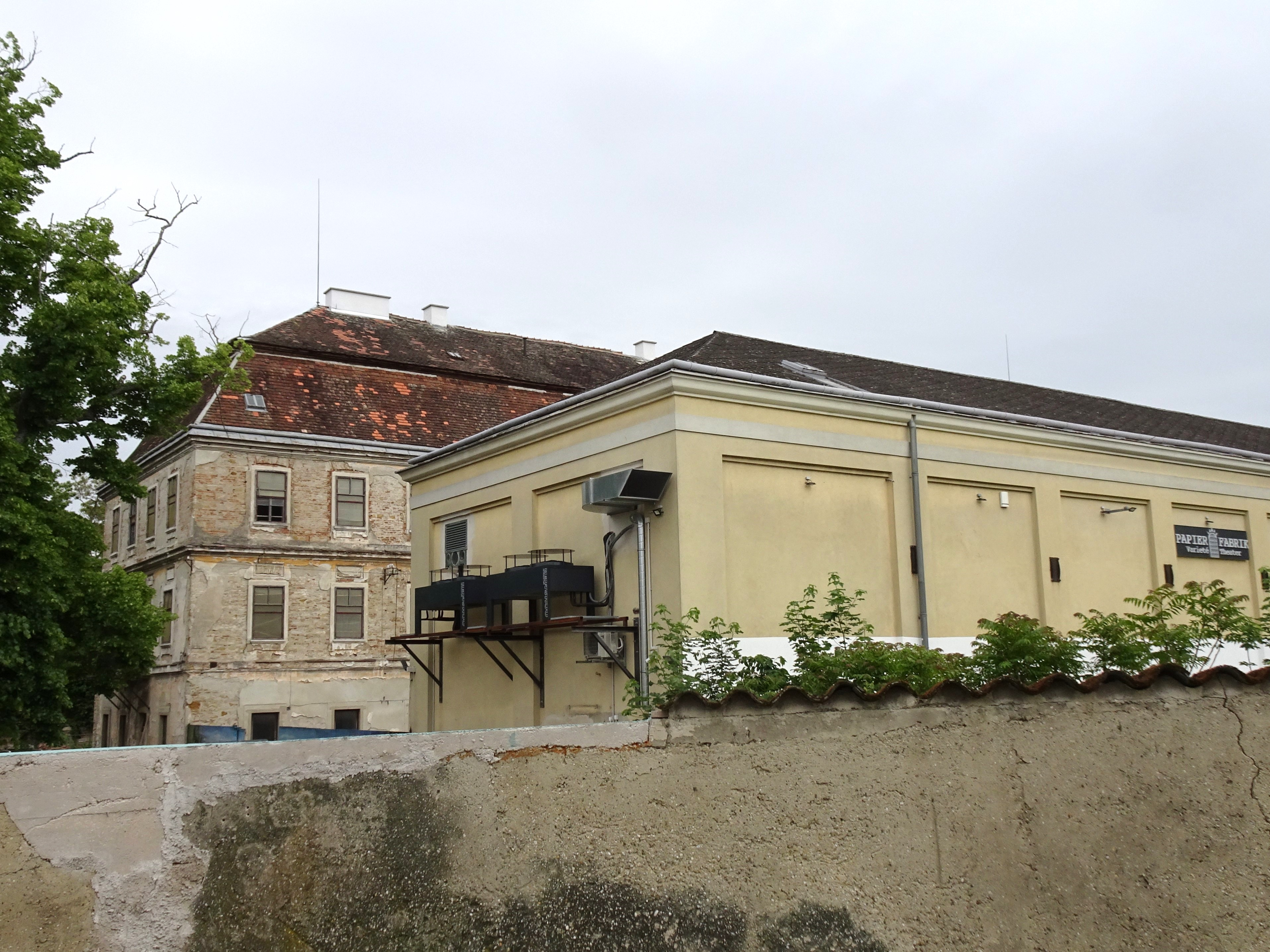
Hauptgebäude im Hintergrund, in der neueren Halle im Vordergrund wird das Varietétheater betrieben
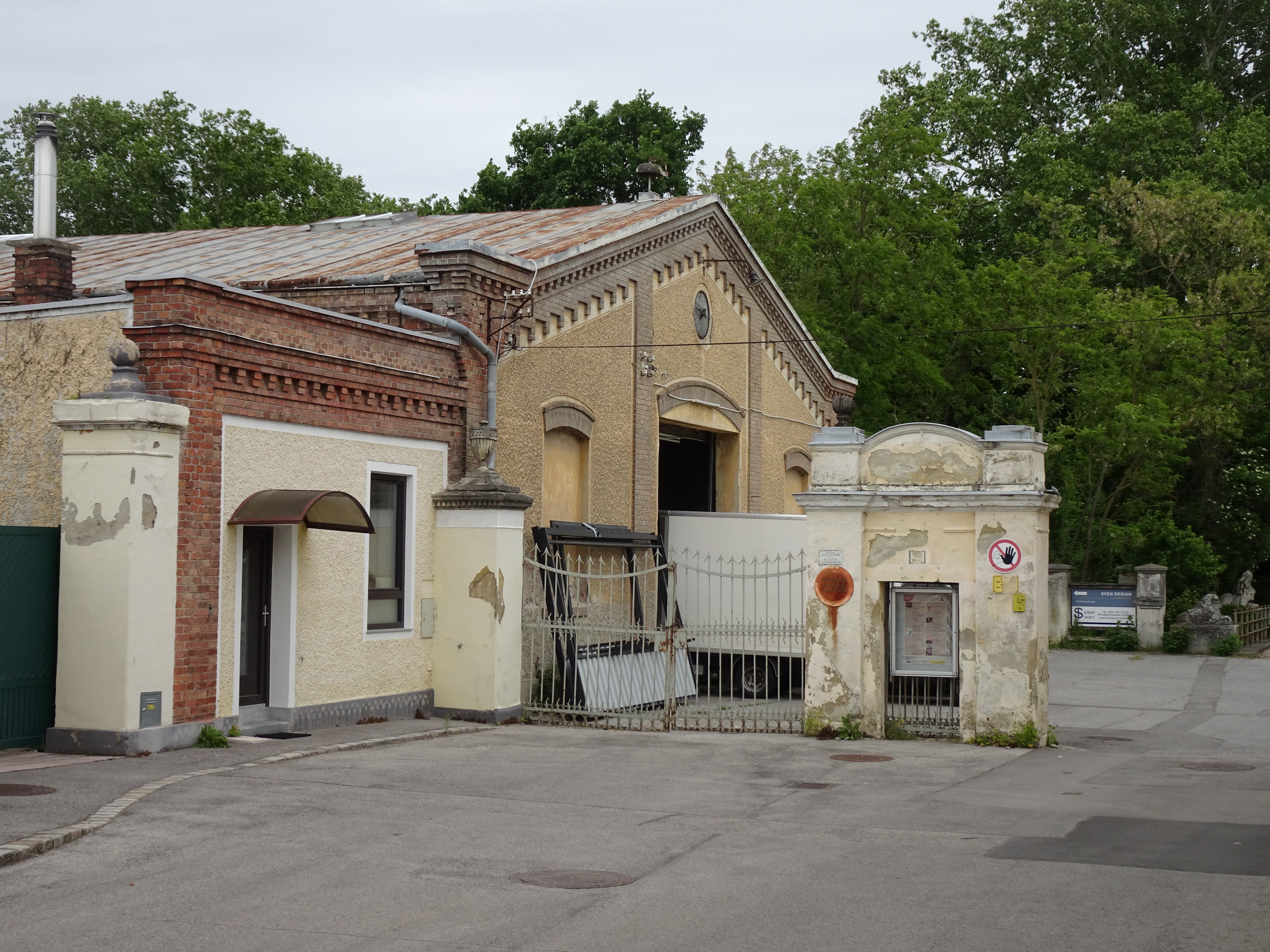
Eingangsportal mit einer Halle
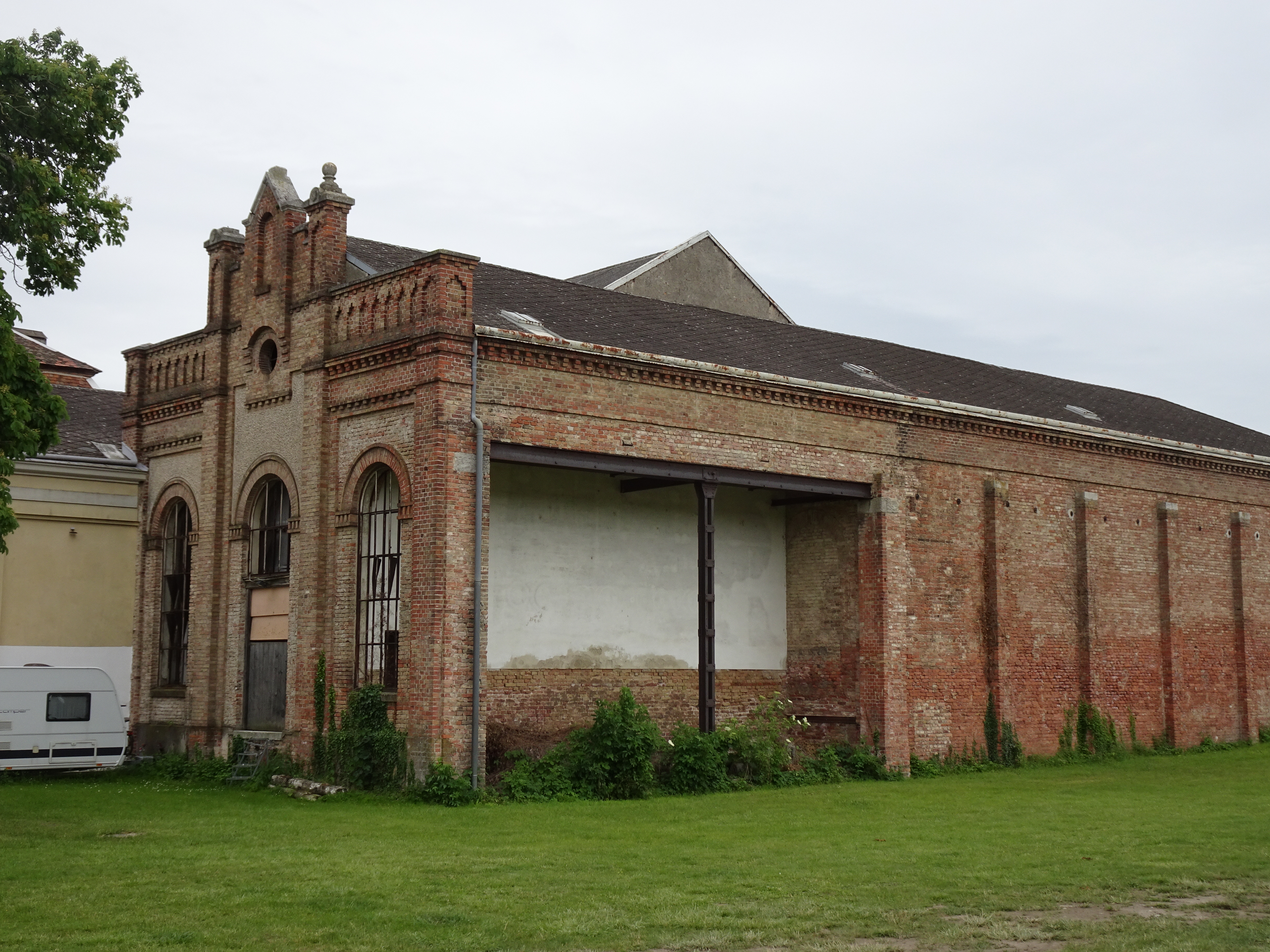
Eine erhaltene Halle
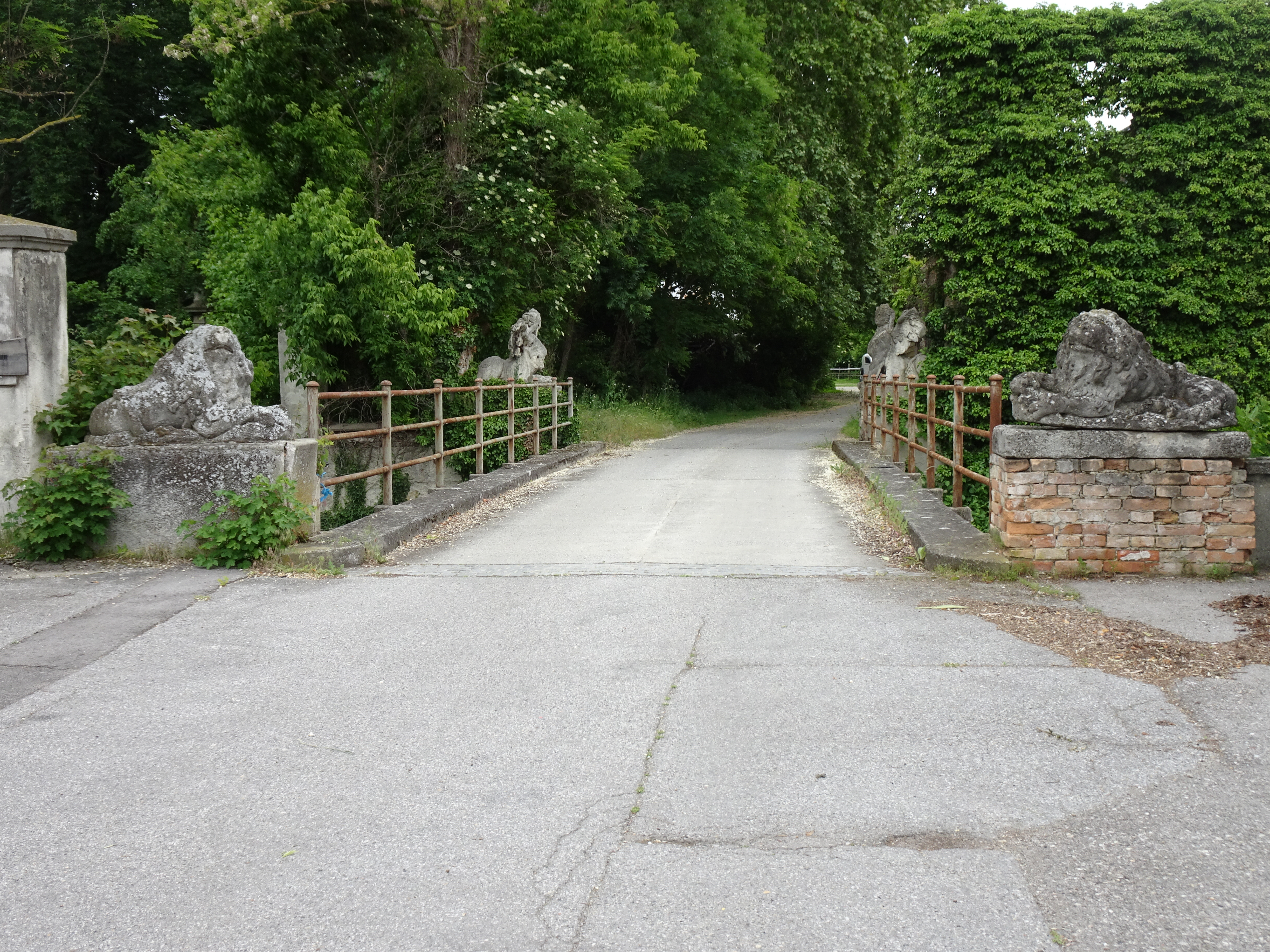
Die Brücke mit den Löwen und Sphingen
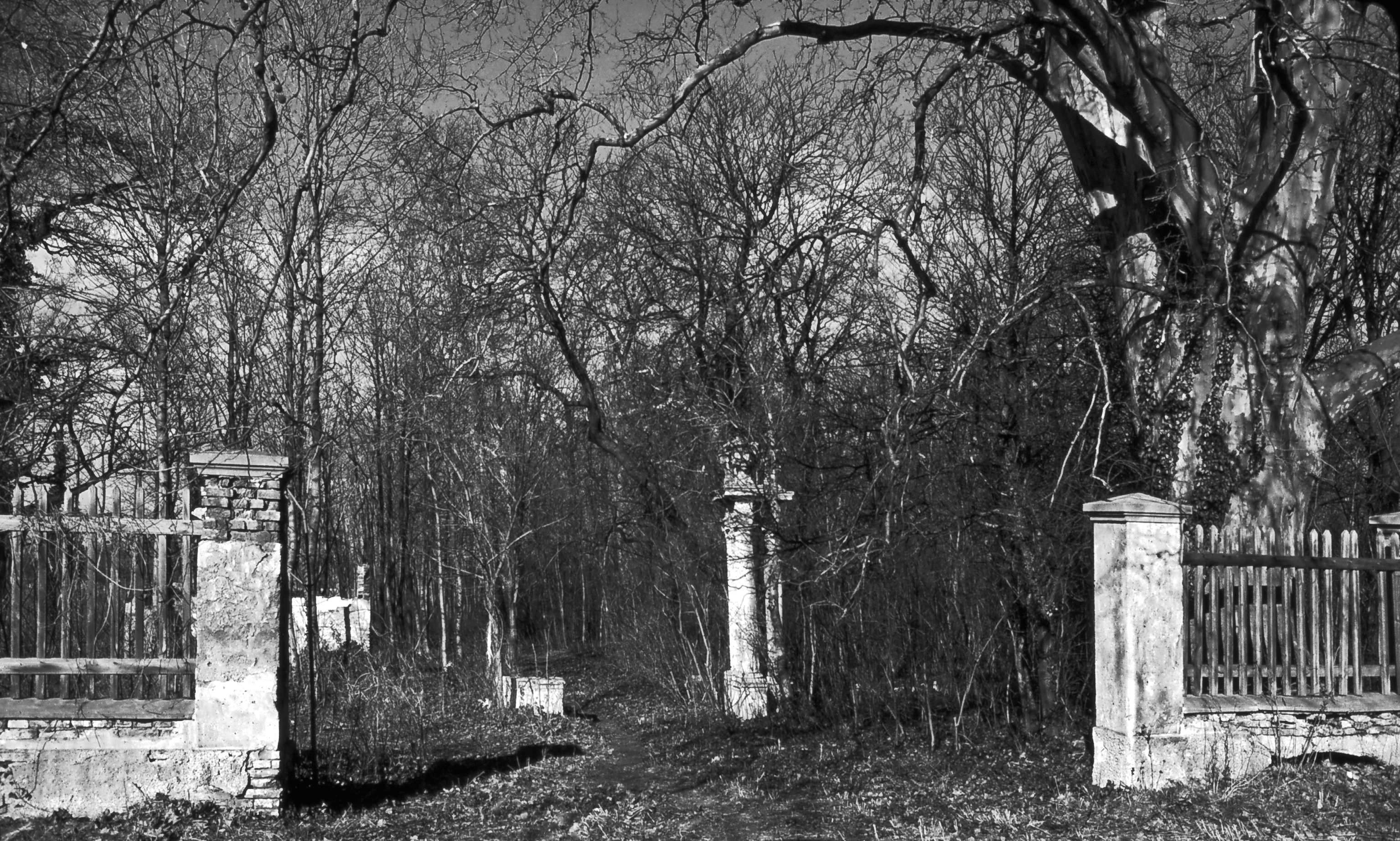
Zugang zum Park (Englische Anlage) östlich des Fischa-Kanals (1981)